# Соловьёв, Виктор Владимирович
Виктор Владимирович Соловьёв (23 апреля 1957, Ленинград, СССР) — советский и российский яхтсмен, участник Олимпийских игр 1988 и 1996 годов, мастер спорта СССР международного класса, многократный чемпион СССР и России по парусному спорту.

## Биография
Виктор начал заниматься парусным спортом с 1967 году в детской спортивной парусной школе Центрального яхт-клуба ДСО «Труд».
С 1975 года биография Виктора Соловьева была связана с яхт-клубом Ленинградской Военно-морской базы, где он прошел путь от матроса до капитана II ранга.
На Летних Олимпийских играх 1988, в Пусане, был восьмым в классе «Звёздный» вместе со шкотовым Александром Зыбиным.
На Летних Олимпийских играх 1996, в Саванне, был семнадцатым в классе «Звёздный» вместе со шкотовым Анатолием Михайлиным.
Семикратный чемпион СССР и одиннадцатикратный чемпион России в классе «Звёздный», победитель юниорского чемпионата Европы в классе «Финн» 1978 года.